# Sun Linjiang
Sun Linjiang (chiń. 孙霖江, ur. 31 stycznia 1964) – chiński dyplomata. Od czerwca 2025 pełni funkcję specjalnego przedstawiciela rządu ChRL ds. Eurazji. Od 2021 do 2025 ambasador ChRL w Polsce.

## Życiorys
Od 1985 do 1987 urzędnik w Departamencie Związku Socjalistycznych Republik Radzieckich i Europy Wschodniej Ministerstwa Spraw Zagranicznych Chińskiej Republiki Ludowej. W latach 1987–1991 kolejno: urzędnik, attaché i III sekretarz ambasady ChRL w ZSRR. W latach 1991–1995 III sekretarz, później zastępca naczelnika wydziału Departamentu ds. Europy i Azji Środkowej MSZ ChRL. W latach 1995–1998 II oraz I sekretarz ambasady ChRL w Federacji Rosyjskiej. W latach 1998–2000 I sekretarz oraz naczelnik wydziału Departamentu ds. Europy i Azji Środkowej MSZ ChRL. W latach 2000–2005 radca ambasady ChRL w Federacji Rosyjskiej. W latach 2005–2008 konsul generalny ChRL w Odessie. W latach 2008–2010 konsul generalny ChRL w Ałmaty. W latach 2010–2013 minister w ambasadzie ChRL w Federacji Rosyjskiej. W latach 2013–2017 dyrektor Departamentu Administracyjnego MSZ ChRL. W latach 2017–2021 dyrektor Departamentu ds. Europy i Azji Środkowej MSZ ChRL.
Od 2021 ambasador nadzwyczajny i pełnomocny ChRL w Polsce. W maju 2025 zrezygnował ze stanowiska ambasadora w Polsce.
30 maja 2025 został odznaczony przez prezydenta Andrzeja Dudę Krzyżem Komandorskim Orderu Zasługi RP.
W czerwcu 2025 roku został mianowany specjalnym przedstawicielem rządu ChRL ds. Eurazji.
Żonaty, ojciec syna.